# Beaufortova ljestvica
Beaufortova ljestvica služi za ocjenjivanje jačine vjetra prema njegovim učincima. Izradio ju je 1805. godine Sir Francis Beaufort, britanski mornarički časnik i hidrograf.

## Tablica Beaufortove ljestvice
| Stupnjevi bofora                                                          | Opis vjetra         | Brzina vjetra   | Maks. visina vala | Glavni učinci vjetra na moru                                                              | Glavni učinci vjetra na kopnu                             | Fotografija mora | Zastava upozorenja |
| ------------------------------------------------------------------------- | ------------------- | --------------- | ----------------- | ----------------------------------------------------------------------------------------- | --------------------------------------------------------- | ---------------- | ------------------ |
| 0                                                                         | Tišina              | < 1 km/h        | 0 m               | Površina mora kao ogledalo                                                                | Dim se diže okomito uvis                                  |                  |                    |
| 0                                                                         | Tišina              | < 1 mph         | 0 m               | Površina mora kao ogledalo                                                                | Dim se diže okomito uvis                                  |                  |                    |
| 0                                                                         | Tišina              | < 1 čvor        | 0 stopa           | Površina mora kao ogledalo                                                                | Dim se diže okomito uvis                                  |                  |                    |
| 0                                                                         | Tišina              | < 0,3 m/s       | 0 stopa           | Površina mora kao ogledalo                                                                | Dim se diže okomito uvis                                  |                  |                    |
| 1                                                                         | Lahor               | 1 – 5 km/h      | 0 – 0,2 m         | Mreškanje mora                                                                            | Smjer vjetra zapaža se po dimu                            |                  |                    |
| 1                                                                         | Lahor               | 1 – 3 mph       | 0 – 0,2 m         | Mreškanje mora                                                                            | Smjer vjetra zapaža se po dimu                            |                  |                    |
| 1                                                                         | Lahor               | 1 – 3 čvora     | 0 – 1 stopa       | Mreškanje mora                                                                            | Smjer vjetra zapaža se po dimu                            |                  |                    |
| 1                                                                         | Lahor               | 0,3 – 1,5 m/s   | 0 – 1 stopa       | Mreškanje mora                                                                            | Smjer vjetra zapaža se po dimu                            |                  |                    |
| 2                                                                         | Povjetarac          | 6 – 11 km/h     | 0,2 – 0,5 m       | Mali valići, kreste valića su još prozirne i ne lome se                                   | Vjetar se osjeća na licu, vjetrulja se pokreće            |                  |                    |
| 2                                                                         | Povjetarac          | 4 – 7 mph       | 0,2 – 0,5 m       | Mali valići, kreste valića su još prozirne i ne lome se                                   | Vjetar se osjeća na licu, vjetrulja se pokreće            |                  |                    |
| 2                                                                         | Povjetarac          | 4 – 6 čvorova   | 1 – 2 stope       | Mali valići, kreste valića su još prozirne i ne lome se                                   | Vjetar se osjeća na licu, vjetrulja se pokreće            |                  |                    |
| 2                                                                         | Povjetarac          | 1,6 – 3,3 m/s   | 1 – 2 stope       | Mali valići, kreste valića su još prozirne i ne lome se                                   | Vjetar se osjeća na licu, vjetrulja se pokreće            |                  |                    |
| 3                                                                         | Slab vjetar         | 12 – 19 km/h    | 0,5 – 1 m         | Veći valići, kreste valića se počinju lomiti                                              | Lišće i grančice stalno se njišu                          |                  |                    |
| 3                                                                         | Slab vjetar         | 8 – 12 mph      | 0,5 – 1 m         | Veći valići, kreste valića se počinju lomiti                                              | Lišće i grančice stalno se njišu                          |                  |                    |
| 3                                                                         | Slab vjetar         | 7 – 10 čvorova  | 2 – 3,5 stope     | Veći valići, kreste valića se počinju lomiti                                              | Lišće i grančice stalno se njišu                          |                  |                    |
| 3                                                                         | Slab vjetar         | 3,4 – 5,5 m/s   | 2 – 3,5 stope     | Veći valići, kreste valića se počinju lomiti                                              | Lišće i grančice stalno se njišu                          |                  |                    |
| 4                                                                         | Umjeren vjetar      | 20 – 28 km/h    | 1 – 2 m           | Mali valovi, bijele krijeste na vrhovima valova                                           | Vjetar podiže prašinu i pokreće manje grane               |                  |                    |
| 4                                                                         | Umjeren vjetar      | 13 – 18 mph     | 1 – 2 m           | Mali valovi, bijele krijeste na vrhovima valova                                           | Vjetar podiže prašinu i pokreće manje grane               |                  |                    |
| 4                                                                         | Umjeren vjetar      | 11 – 16 čvorova | 3,5 – 6 stopa     | Mali valovi, bijele krijeste na vrhovima valova                                           | Vjetar podiže prašinu i pokreće manje grane               |                  |                    |
| 4                                                                         | Umjeren vjetar      | 5,5 – 7,9 m/s   | 3,5 – 6 stopa     | Mali valovi, bijele krijeste na vrhovima valova                                           | Vjetar podiže prašinu i pokreće manje grane               |                  |                    |
| 5                                                                         | Umjereno jak vjetar | 29 – 38 km/h    | 2 – 3 m           | Umjereni valovi, puno bijelih krijesti na vrhovima valova                                 | Tanja lisnata stabla počinju se njihati                   |                  |                    |
| 5                                                                         | Umjereno jak vjetar | 19 – 24 mph     | 2 – 3 m           | Umjereni valovi, puno bijelih krijesti na vrhovima valova                                 | Tanja lisnata stabla počinju se njihati                   |                  |                    |
| 5                                                                         | Umjereno jak vjetar | 17 – 21 čvor    | 6 – 9 stopa       | Umjereni valovi, puno bijelih krijesti na vrhovima valova                                 | Tanja lisnata stabla počinju se njihati                   |                  |                    |
| 5                                                                         | Umjereno jak vjetar | 8 – 10,7 m/s    | 6 – 9 stopa       | Umjereni valovi, puno bijelih krijesti na vrhovima valova                                 | Tanja lisnata stabla počinju se njihati                   |                  |                    |
| 6                                                                         | Jak vjetar          | 39 – 49 km/h    | 3 – 4 m           | Veliki valovi se stvaraju, brijele krijeste su posvuda                                    | Pokreću se velike grane, čuje se zujanje telefonskih žica |                  |                    |
| 6                                                                         | Jak vjetar          | 25 – 31 mph     | 3 – 4 m           | Veliki valovi se stvaraju, brijele krijeste su posvuda                                    | Pokreću se velike grane, čuje se zujanje telefonskih žica |                  |                    |
| 6                                                                         | Jak vjetar          | 22 – 27 čvorova | 9 – 13 stopa      | Veliki valovi se stvaraju, brijele krijeste su posvuda                                    | Pokreću se velike grane, čuje se zujanje telefonskih žica |                  |                    |
| 6                                                                         | Jak vjetar          | 10,8 – 13,8 m/s | 9 – 13 stopa      | Veliki valovi se stvaraju, brijele krijeste su posvuda                                    | Pokreću se velike grane, čuje se zujanje telefonskih žica |                  |                    |
| 7                                                                         | Žestok vjetar       | 50 – 61 km/h    | 4 – 5,5 m         | Vjetar počinje otpuhivati pjenu s valova niz vjetar                                       | Njišu se cijela stabla, hodanje otežano                   |                  |                    |
| 7                                                                         | Žestok vjetar       | 32 – 38 mph     | 4 – 5,5 m         | Vjetar počinje otpuhivati pjenu s valova niz vjetar                                       | Njišu se cijela stabla, hodanje otežano                   |                  |                    |
| 7                                                                         | Žestok vjetar       | 28 –33 čvora    | 13 – 19 stopa     | Vjetar počinje otpuhivati pjenu s valova niz vjetar                                       | Njišu se cijela stabla, hodanje otežano                   |                  |                    |
| 7                                                                         | Žestok vjetar       | 13,9 – 17,1 m/s | 13 – 19 stopa     | Vjetar počinje otpuhivati pjenu s valova niz vjetar                                       | Njišu se cijela stabla, hodanje otežano                   |                  |                    |
| 8                                                                         | Olujni vjetar       | 62 – 74 km/h    | 5,5 – 7,5 m       | Umjereno visoki valovi velike dužine, krijeste valova se lome kružno, vjetar nosi pjenu   | Vjetar lomi grane na drveću                               |                  |                    |
| 8                                                                         | Olujni vjetar       | 39 – 46 mph     | 5,5 – 7,5 m       | Umjereno visoki valovi velike dužine, krijeste valova se lome kružno, vjetar nosi pjenu   | Vjetar lomi grane na drveću                               |                  |                    |
| 8                                                                         | Olujni vjetar       | 34 – 40 čvorova | 18 – 25 stopa     | Umjereno visoki valovi velike dužine, krijeste valova se lome kružno, vjetar nosi pjenu   | Vjetar lomi grane na drveću                               |                  |                    |
| 8                                                                         | Olujni vjetar       | 17,2 – 20,7 m/s | 18 – 25 stopa     | Umjereno visoki valovi velike dužine, krijeste valova se lome kružno, vjetar nosi pjenu   | Vjetar lomi grane na drveću                               |                  |                    |
| 9                                                                         | Jak olujni vjetar   | 75 – 88 km/h    | 7 – 10 m          | Visoki valovi, guste pruge pjene niz vjetar, smanjena vidljivost                          | Nastaju laka oštećenja na zgradama                        |                  |                    |
| 9                                                                         | Jak olujni vjetar   | 47 – 54 mph     | 7 – 10 m          | Visoki valovi, guste pruge pjene niz vjetar, smanjena vidljivost                          | Nastaju laka oštećenja na zgradama                        |                  |                    |
| 9                                                                         | Jak olujni vjetar   | 41 – 47 čvorova | 23 – 32 stope     | Visoki valovi, guste pruge pjene niz vjetar, smanjena vidljivost                          | Nastaju laka oštećenja na zgradama                        |                  |                    |
| 9                                                                         | Jak olujni vjetar   | 20,8 – 24,4 m/s | 23 – 32 stope     | Visoki valovi, guste pruge pjene niz vjetar, smanjena vidljivost                          | Nastaju laka oštećenja na zgradama                        |                  |                    |
| 10                                                                        | Orkanski vjetar     | 89 – 102 km/h   | 9 – 12,5 m        | Vrlo visoki valovi s velikim visećim krijestama, skoro cijela površina je bijela          | Velike štete na zgradama, čupa drveće iz zemlje           |                  |                    |
| 10                                                                        | Orkanski vjetar     | 55 – 63 mph     | 9 – 12,5 m        | Vrlo visoki valovi s velikim visećim krijestama, skoro cijela površina je bijela          | Velike štete na zgradama, čupa drveće iz zemlje           |                  |                    |
| 10                                                                        | Orkanski vjetar     | 48 – 55 čvorova | 29 – 41 stopu     | Vrlo visoki valovi s velikim visećim krijestama, skoro cijela površina je bijela          | Velike štete na zgradama, čupa drveće iz zemlje           |                  |                    |
| 10                                                                        | Orkanski vjetar     | 24,5 – 28,4 m/s | 29 – 41 stopu     | Vrlo visoki valovi s velikim visećim krijestama, skoro cijela površina je bijela          | Velike štete na zgradama, čupa drveće iz zemlje           |                  |                    |
| 11                                                                        | Jak orkanski vjetar | 103 – 117 km/h  | 11,5 – 16 m       | Izuzetno visoki valovi, sva površina bijela od pjene, vidljivost jako smanjena            | Velika razaranja                                          |                  |                    |
| 11                                                                        | Jak orkanski vjetar | 64 – 72 mph     | 11,5 – 16 m       | Izuzetno visoki valovi, sva površina bijela od pjene, vidljivost jako smanjena            | Velika razaranja                                          |                  |                    |
| 11                                                                        | Jak orkanski vjetar | 56 – 63 čvora   | 37 – 52 stope     | Izuzetno visoki valovi, sva površina bijela od pjene, vidljivost jako smanjena            | Velika razaranja                                          |                  |                    |
| 11                                                                        | Jak orkanski vjetar | 28,5 – 32,6 m/s | 37 – 52 stope     | Izuzetno visoki valovi, sva površina bijela od pjene, vidljivost jako smanjena            | Velika razaranja                                          |                  |                    |
| 12                                                                        | Orkan               | ≥ 118 km/h      | ≥ 14 m            | Zrak je ispunjen s kapljicama vode i pjenom, cijela površina bijela, jako mala vidljivost | Katastrofalna razaranja                                   |                  |                    |
| 12                                                                        | Orkan               | ≥ 73 mph        | ≥ 14 m            | Zrak je ispunjen s kapljicama vode i pjenom, cijela površina bijela, jako mala vidljivost | Katastrofalna razaranja                                   |                  |                    |
| 12                                                                        | Orkan               | ≥ 64 čvora      | ≥ 46 stope        | Zrak je ispunjen s kapljicama vode i pjenom, cijela površina bijela, jako mala vidljivost | Katastrofalna razaranja                                   |                  |                    |
| 12                                                                        | Orkan               | ≥ 32,7 m/s      | ≥ 46 stope        | Zrak je ispunjen s kapljicama vode i pjenom, cijela površina bijela, jako mala vidljivost | Katastrofalna razaranja                                   |                  |                    |
| Izvori: Met Office, Royal Meteorological Society, Encyclopædia Britannica |                     |                 |                   |                                                                                           |                                                           |                  |                    |

Beaufortova ljestvica je 1874. prihvaćena za međunarodnu upotrebu. Kao jedinica za brzinu vjetra upotrebljavala se u pomorstvu.
Beaufortova ljestvica je 1946. proširena s 12 na 17 stupnjeva. Stupnjevi 13 - 17 se koriste samo u posebnim slučajevima, kao na primjer kod tropskih ciklona. Danas se proširena ljestvica koristi samo u Kini i na Tajvanu, a Svjetska meteorološka organizacija i dalje definira ljestvicu s 12 stupnjeva i ne daje preporuke za proširenu ljestvicu. Ljestvica se danas u meteorologiji rijetko upotrebljava.
Brzina vjetra po Beaufortovoj ljestvici iz 1946. određena je iskustveno po jednadžbi:
{\displaystyle v=0,836\cdot {\mbox{Bf}}^{3/2}}
gdje je: v - brzina vjetra (m/s) na 10 metara iznad površine mora i Bf broj iz Beaufortove ljestvice ili bofor.

## Vanjske poveznice
- DHMZ, meteo.hr - Iako se Beaufortova ljestvica ne koristi u prognozama, date su Douglasova i Beaufortova ljestvica.